# Mamoru Samuragochi
Mamoru Samuragochi (佐村河内 守, Samuragōchi Mamoru) est un japonais connu comme compositeur sourd de musiques de jeux vidéo dont celles de Resident Evil et Onimusha,. Confondu par les révélations de son prête-plume, Takashi Niigaki, en direct à la télévision, le « Beethoven japonais » révèle en février 2014 que la plus grande partie de son œuvre des dix-huit dernières années a été composée par un autre,. Il n'était pas sourd non plus.

## Biographie
Mamoru Samuragochi est né dans la préfecture de Hiroshima de parents tous deux hibakusha. Il commence à jouer du piano à quatre ans. Il commence à souffrir de migraines au lycée et serait complètement sourd depuis l'âge de trente-cinq ans. Après avoir fini le lycée, Samuragochi ne rentre pas à l'université ou dans un conservatoire de musique car il n'apprécie pas les méthodes modernes de composition. Il prétendra par la suite avoir appris en autodidacte la composition.
Depuis 2016, il reprend la composition en son propre nom, signant notamment le thème de fin du film documentaire FAKE, consacré à son cas de supercherie. Jusqu'en 2021, il reçoit chaque année quelques commandes ponctuelles. En 2022, il déclare dans une interview, la première en huit ans, qu'il n'abandonne pas la composition.

## Supercherie
Le 5 février 2014, il reconnaît que sa musique a été composée depuis 1996 par le musicien et compositeur Takashi Niigaki (新垣隆), professeur à l'École de musique Tōhō Gakuen,.

## Œuvres attribuées (1997-2014)
Samuragochi a été crédité jusqu'en 2014 des compositions suivantes :
- Symphonie n°1 "Hiroshima" (2003)[7]
- Sonate pour violon[1]

Terminée en 2003 Hiroshima est jouée pour la première fois lors d'un concert lors du G8 à Hiroshima en 2008.

### Musiques de film
- Cosmos (秋桜?) (1997)[2],[10]

### Musique de jeux vidéo
- Onimusha: Warlords (2001)[6]
- Resident Evil[2]